# Liten mossmurkling
Liten mossmurkling (Bryoglossum gracile) är en svampart som först beskrevs av Petter Adolf Karsten, och fick sitt nu gällande namn av Redhead 1977. Enligt Catalogue of Life ingår Liten mossmurkling i släktet Bryoglossum,  och familjen Hyaloscyphaceae, men enligt Dyntaxa är tillhörigheten istället släktet Bryoglossum,  och familjen Helotiaceae. Arten är reproducerande i Sverige. Inga underarter finns listade i Catalogue of Life.